# Jens Stefenson
Jens Harald Stefenson, född den 1 februari 1895 i Örebro, död 1 mars 1986 i Täby, var en svensk sjöofficer (kommendör). Stefenson tävlade även i simhopp vid olympiska sommarspelen 1912 i Stockholm, dock utan att ta någon medalj.

## Biografi
Stefenson, som var son till byggmästaren Per Karlsson, inledde sin karriär som fänrik vid Flottan 1916 och var mellan 1926 och 1932 adjunkt samt lärare vid Kungliga Sjökrigsskolan. Han befordrades till kapten 1929 och kommendörkapten av 2:a graden 1939. 1940 fick tjänst som avdelningschef vid Marinstaben, en befattning han avgick från 1942 samtidigt som han erhöll befordran till kommendörkapten av 1:a graden. Stefenson blev kommendör 1944 efter att 1943 återkommit till Kungliga Sjökrigsskolan som dess chef, en tjänst han kvarblev vid till 1949 då han tillträdde befattningen som chef för Karlskrona örlogsstation. 
Stefenson pensionerades 1955 och var ledamot av Kungliga Örlogsmannasällskapet från 1933 och av Kungliga Krigsvetenskapsakademien från 1947. Han är begravd på Galärvarvskyrkogården i Stockholm. Stefenson var far till amiralen Bror Stefenson (1929–2018) samt professorn Jan Stefenson.

## Utmärkelser
- Kommendör av första klass av Svärdsorden, 6 juni 1951.[2]

### Artiklar
- 1951: Några synpunkter på disciplinen bland flottans manskap i Tidskrift i sjöväsendet, nr 12[3]